# Guarnición de Ejército Mendoza
La Guarnición de Ejército (Guar Ej) «Mendoza» es una base del Ejército Argentino que se localiza en la ciudad homónima y capital de la provincia del mismo nombre. Alberga al Comando de VIII Brigada de Montaña «Brigadier General Toribio de Luzuriaga» y algunas de sus unidades dependientes.
Durante la dictadura militar iniciada en 1976, funcionaron centros clandestinos de detención.
El recinto, conocido como el Cuartel Parque, limita al norte con los Complejos Penitenciarios N.º I y II, al sur con el Parque General San Martín, al este con la 6.ª Sección de la Capital y al oeste con la Universidad Nacional de Cuyo.

## Historia

### Terrorismo de Estado
El 21 de mayo de 1976, el Comando General del Ejército (Cdo Grl Ej) dictó la orden parcial 405/76 que dispuso una adecuación de jurisdicciones militares para el terrorismo de Estado. El Comando de la VIII Brigada de Infantería de Montaña condujo la Jefatura de la Subzona 33 y la Dirección del Liceo Militar «General Espejo» tuvo a su cargo la Jefatura del Área 331. En el edificio del Liceo y el cuartel de la Compañía de Comunicaciones de Montaña 8 funcionaron centros clandestinos de detención. En el primero estuvieron un número aproximado de 500 detenidos.

## Composición
- Comando de la VIII Brigada de Montaña «Brigadier General Toribio de Luzuriaga» (Cdo Br M VIII).
- Compañía de Comunicaciones de Montaña 8 (Ca Com M 8).
- Sección de Aviación de Ejército de Montaña 8 (Sec Av Ej M 8).
- Compañía de Inteligencia de Montaña 8 «Teniente Coronel Pedro Vargas» (Ca Icia M 8).
- Base de Apoyo Logístico «Mendoza» (BAL Mendoza).
- Liceo Militar «General Espejo» (LMGE).
- Hospital Militar Regional Mendoza «Cirujano Primero Dr. Diego Paroissien» (H Mil Rgn Mendoza).
- Compañía de Reserva «General Pedro Pascual Segura» (Ca Res Mendoza). Agregada a la BAL Mendoza.

Fuente: Libro Blanco de la Defensa 2015.
La Guarnición albergó también las unidades que siguen:
- Regimiento de Infantería de Montaña 16 (RIM 16).
- Batallón de Zapadores 8.
- Destacamento de Inteligencia 144 (Dest Icia 144).